# Kaúlza de Arriaga
Kaúlza de Olivo de Arriaga GOC • GCC • OA • GOIH (Oporto, 18 de enero de 1915-Lisboa, 3 de febrero de 2004) fue un general portugués, escritor, profesor y político.
Su familia procedía de las islas Azores y su nombre, poco habitual, lo tomó su madre del del personaje de una novela que estaba leyendo.
Tras realizar estudios de Matemática e Ingeniería en la Facultad de Ciencias y en la Ingeniería de la Universidad de Oporto, ingresó el 1 de noviembre de 1935 como voluntario en el Ejército Portugués. Ya alistado en 1939 completó su formación en Ingeniería Militar e Ingeniería Civil
En 1949, terminó el curso del Estado Mayor y de los Altos Mandos del Instituto de Altos Estudios Militaries, que realizó brillantemente. Colaborador fiel de Oliveira Salazar, fue decisivo en el fracaso del Golpe de Estado de Botelho Moniz de 1961 cuando se intentó forzar la dimisión del dictador. Desempeñó cargos civiles y militares, como jefe de Gabinete del Ministerio de la Defensa, Subsecretário y Secretario de Estado de la Aeronáutica, profesor del Instituto de Altos Estudios Militares, presidente de la Junta de Energía Nuclear y tras cesar de su mando en Monzambique, presidente ejecutivo de la empresa de petróleos Angol SA. Fue miembro del Consejo de la Orden Militar de Nuestro Señor Jesus Cristo (1966/1974).
Como militar en el plano organizativo organizativa trabajó en la reforma de los sistemas de reclutamento y de entrenamiento, se preocupó con la modernización de los transportes aéreos militares e impulsó el Cuerpo de Tropas Paraquedistas y su integración en la Fuerza Aérea. 
Pero su labor más importante y por la que finalmente ha sido conocido, fue de comandante de las Fuerzas Terrestres en Mozambique (1969-1970) y fue Comandante en Jefe de las Fuerzas Armadas en Mozambique (1970/1973) durante la Guerra del Ultramar. 
Partidario de tácticas militares agresivas, contrastando con la política de defensa que aplicaba Portugal en la guerra colonial. Al ser un país pequeño, sin acceso a armamento moderno por el bloqueo que sufrían, la impopularidad del servicio militar y la falta de tropas coloniales profesionales, la doctrina militar portuguesa se basaba en tácticas defensivas dividiendo el territorio en cuadrículas actuando sobre los insurgentes de esas zonas, priorizando minimizar las pérdidas. Inspirándose en las acciones norteamericanas en la guerra de Vietnam apostará por los soldados metropolitanos y optará por una gran ofensiva de carácter general en la zona fronteriza con Tanzania. Acumulará una gran cantidad de recursos y atacará en un amplio frente para desalojar a los guerrilleros del FRELIMO de sus campamentos, buscará separar la guerrilla de la población mediante la concentración en aldeas e impermeabilizar la frontera.
Esta campaña se desarrollará durante 1970 y será la discutida Operación Nodo Gordio. Con un balance de unos 600 guerrilleros muertos por una pérdida de un centenar de soldados propios, lo cierto es que barrió a la guerrilla del norte de la colonia, algo que reconoció públicamente el FRELIMO. Sin embargo, tras este debilititamiento en el norte, en la reorganización optaron por centrar sus esfuerzos en la zona de Tete. Su implantación en este territorio a la postre fue más peligroso para el poder portugués porque era una zona más rica, con presencia de numerosos colonos europeos y finalmente puso en peligro el crucial ferrocarril a Rodesia. A primeros de 1973 cuando la situación se fue degradando en la zona central de la colonia, fue destituido, a iniciativa de un sector de los colonos que buscaba una salida negociada.
Tras el 25 de abril de 1974 se le pasó a la situación de reserva siendo después detenido el 28 de septiembre a un intento de golpe de Estado de derechas, que finalmente no quedó aclarado. Como la mayoría de detenidos, después de 16 meses de detención fue liberado en enero de 1976 sin cargos. En enero de 1977 creó el Movimiento Independiente para la Reconstrucción Nacional / Partido de la Derecha Portuguesa (MIRN-PDP), un partido derechista, del cual fue Presidente hasta perder el cargo al abogado António de Santos Ferreira. Tras el fracaso en las elecciones legislativas de 1980, esta fuerza fue disuelta. Intentó integrar a su formación en el grupo parlamentario de la Eurodestra, pero finalmente se mantuvo al margen.
En los años noventa del siglo XX, la sociedad portuguesa recuperó el papel de los soldados portugueses durante las guerras coloniales, recordando su sacrificio y homenajeándoles. El 10 de junio de 1994, se rehabilita su figura integrándose en la Comisión de Honra de los Encuentros Nacionales de Combatientes y que se plasmó en el Monumento Nacional en recuerdo de los caídos frente al Fuerte del Buen Éxito. 
El 21 de enero de 2004, después de algunos años afectado por la enfermedad de Alzheimer, ingresó en Cuidados Intensivos del Hospital Militar de la Estrella, donde fallecería a las 19h30m de 2 de febrero de 2004, siendo sepultado 4 de febrero fue sepultado con todas las honras militares en el Cementerio de los Placeres en Lisboa.